# George Lennox Watson

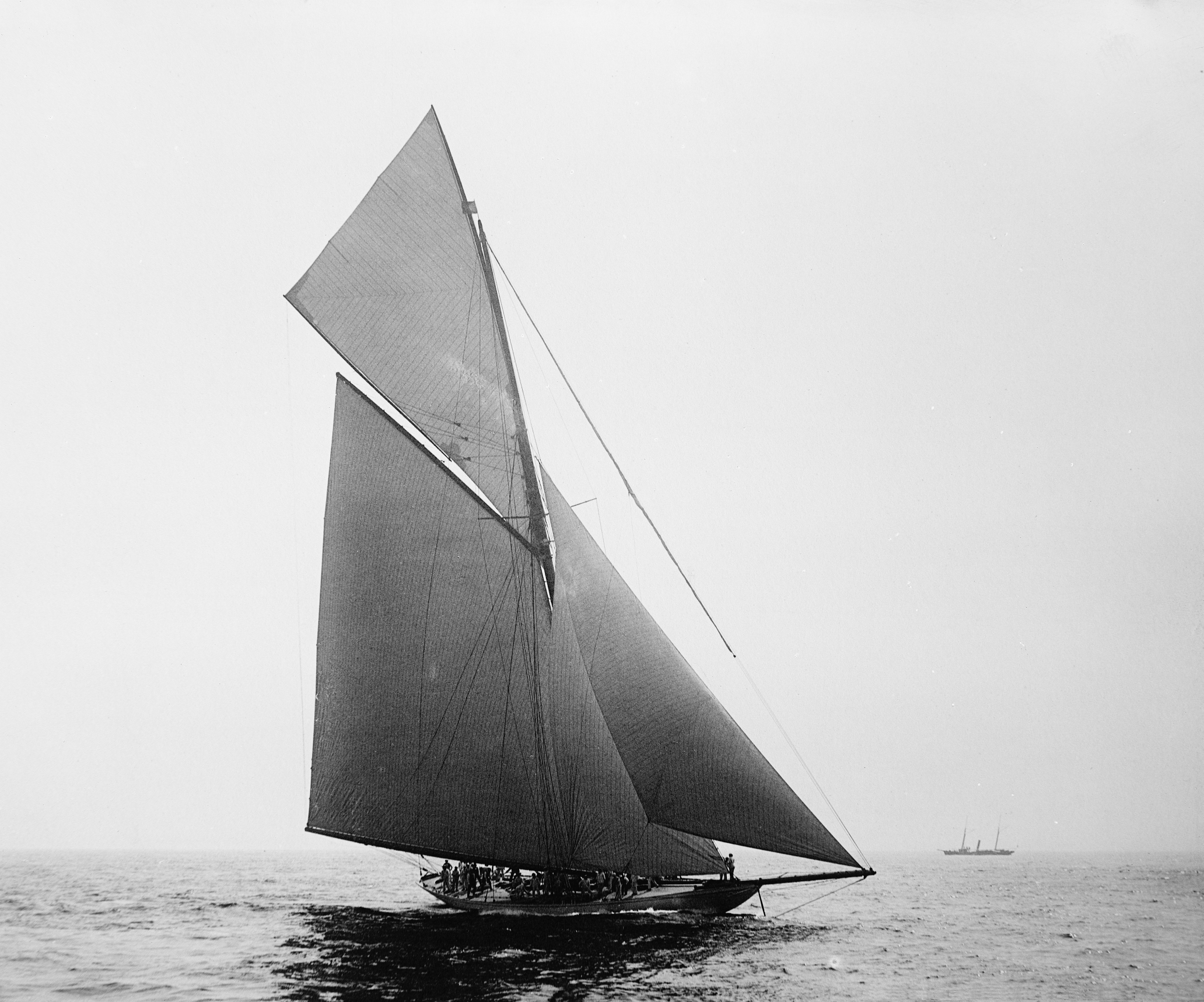
Die Valkyrie III 1895 vor New York

George Lennox Watson (* 1851 in Glasgow, Schottland; † 1904, ebenda) war der erste professionelle Yachtkonstrukteur Großbritanniens, der am Ende des 19. Jahrhunderts über 430 Schiffe, davon 300 große und erfolgreiche Regattayachten entworfen hatte und das Yachtdesign seiner Zeit wesentlich prägte.

## Lebensweg
Watson begann seine Laufbahn als Bootsbauer und Yachtkonstrukteur auf der Bootswerft von William Pearce am Fluss Clyde in Schottland. Die Werft von William Pearce war als ideale Ausbildungsstätte für junge Bootsbauer bekannt. Hier bekam Watson seine Ausbildung und sein Wissen über Schiffskonstruktion, die ihm später seine weltweite Reputation als führender Yachtkonstrukteur einbrachte.
George Lennox Watson war der erste Designer, der 1873 in Glasgow sein eigenes Konstruktionsbüro für Yachten gründete. Bisher war die Yachtkonstruktion immer an eine Bauwerft gekoppelt gewesen und in der Regel vom Werftchef selbst durchgeführt worden (vgl. Abeking & Rasmussen und Henry Rasmussen).
Watson hatte sofort großen Erfolg im Vereinigten Königreich mit seinen bahnbrechenden Entwürfen. Er entwarf Yachten mit großem Tiefgang und viel Ballast im Kiel. Diese Yachten hatten eine überragende Segeleigenschaft am Wind, da sie aufrechter segeln konnten und nicht so viel krängten (sich nach Lee neigten). Ihre Abdrift wurde dadurch wesentlich verbessert.

### Durchbruch
Im Jahr 1879 stellte die von ihm entworfene Yacht Madge sich der Konkurrenz im US-amerikanischen Segelzentrum New York. Ähnlich wie 1851 auf dem Solent die damals überragende Yacht America schlug jetzt Madge alle Yachten, gegen die sie antrat. Mit diesem überwältigenden Erfolg seines Entwurfs stieg nicht nur seine heimische, sondern auch seine internationale Reputation, ein Designer schneller Rennyachten zu sein.

### America’s Cup
Zu George Lennox Watson besten Yachtentwürfen zählen die britischen America’s Cup Herausforderer Thistle (1887), Valkyrie II (1893), Valkyrie III (1895) und Shamrock II (1899). Seine Entwürfe beeinflussten das Design der America’s-Cup-Yachten für Jahrzehnte.

### Prominente Kunden
Herausragend war auch der Entwurf der Rennyacht HMY Britannia für den Prince of Wales und späteren König des Vereinigten Königreichs von Großbritannien und Irland Eduard VII. und der Entwurf der Rennyacht Meteor II des deutschen Kaisers Wilhelm II. Watson entwarf auch die Staatsyacht für den US-Präsidenten, die Mayflower. Aber nicht alle Entwürfe waren erfolgreich. So erwies sich die 1895 im Auftrag von Wilhelm II. in Kiel gebaute Vineta als erfolglos und nur bedingt regattafähig. Sie ging als Geschenk an den Herzog Friedrich Ferdinand von Schleswig-Holstein der sie in einem Tauschgeschäft an den Hamburger Reeder und Kaufmann Robert Eduard Loesener weitergab.

### Neue Technik
George Lennox Watson war einer der ersten Yachtkonstrukteure, die bei ihren Entwürfen Testreihen von Yachtmodellen in Wassertanks berücksichtigten, eine Technik, die zuerst von Robert Edmund Froude entwickelt worden war.
Watson entwarf ein revolutionär neues Rettungsboot. Ursprünglich angetrieben von Segeln und dem Wind oder von Ruderern, wurden nach seinem Tod 1904 Benzinmotoren eingebaut. Einige Exemplare waren bis 1960 im Rettungseinsatz und sind es heute noch als Freizeitboote.

### Einfluss auf andere Yachtdesigner
Aus dem Konstruktionsbüro von George Lennox Watson kamen so bekannte Yachtdesigner wie Alfred Mylne und J. R. Barnett. Alfred Mylne verließ 1896 das Büro, um sich selbstständig zu machen. Barnett und Watson arbeitete sehr eng zusammen bei der Konstruktion von sehr eleganten Dampferyachten. Nach dem Tod von Watson im Jahr 1904 übernahm Barnett das Geschäft und entwarf Yachten wie Liberty, Sapphire, Sunbeam II und Nahlin.

### Heutige Situation
Das Yachtdesignbüro von George Lennox Watson G.L.Watson & Co. Ltd. liegt heute in Liverpool, hat aber keinerlei Verbindung mehr zur Familie Watson.

## Berühmte Segelyachten von Watson
- Madge
- Thistle
- Irene (Prinz Heinrich von Preußen)
- Valkyrie II
- Valkyrie III
- HMY Britannia (König Edward VII, König Georg V)
- Shamrock II (Sir Thomas Lipton)
- Vanduara
- Queen Mab
- Meteor II (Kaiser Wilhelm II.)
- Bona
- Rainbow
- Mayflower (Yacht des US-Präsidenten)
- Vineta (1895) im Auftrag Kaiser Wilhelm II. in Kiel gebaut.

## Ehrungen
- 1903: Namensgeber der Watson-Halbinsel in der Antarktis
- 1995: Mitglied America’s Cup Hall of Fame[3]